# Campeonato Paulista de Futebol de 2005 - Série A3
O Campeonato Paulista de Futebol de 2005 - Série A3 foi a 52.ª edição da competição de futebol de São Paulo e equivaleu ao terceiro nível do futebol do estado. 
O campeonato seria disputado entre 20 equipes, mas o AA Internacional acabou desistindo da participação e foi rebaixada a Série B de 2006 juntamente com os três piores times da competição e a vaga ficaria para o Sãocarlense que havia sido rebaixado, mas desistiu de disputar e se retirou do futebol profissional por motivos de ordem financeira. O campeonato então teve então 19 equipes.
Os promovidos disputaram o Série A2 de 2006. então subiram Grêmio Barueri, Palmeiras B, XV de Piracicaba e Rio Claro; e acabaram rebaixados AA Internacional, Jaboticabal, Taboão da Serra e Esporte Clube União Suzano, que perdeu 12 pontos no TJD por escalar um jogador irregular e não conseguiu reavê-los.

## Participantes
| - Barretos (Barretos) - Grêmio Barueri (Barueri) - ECO (Osasco) - ECUS (Suzano) - Ferroviária (Araraquara) - Independente (Limeira) - Itararé (Itararé) - Jaboticabal (Jaboticabal) - Mauaense (Mauá) - Monte Azul (Monte Azul Paulista) | - Palmeiras B (São Paulo) - Primavera (Indaiatuba) - Rio Claro (Rio Claro (São Paulo)) - São José (São José dos Campos) - São Vicente (São Vicente (São Paulo)) - SEV (Votuporanga) - Taboão da Serra (Taboão da Serra) - XV de Jaú (Jaú) - XV de Piracicaba (Piracicaba) |